# Route de la Dame-Blanche
Ne doit pas être confondu avec Avenue de la Dame-Blanche.
La route de la Dame-Blanche est une voie située dans le 12e arrondissement de Paris, en France.

## Origine du nom

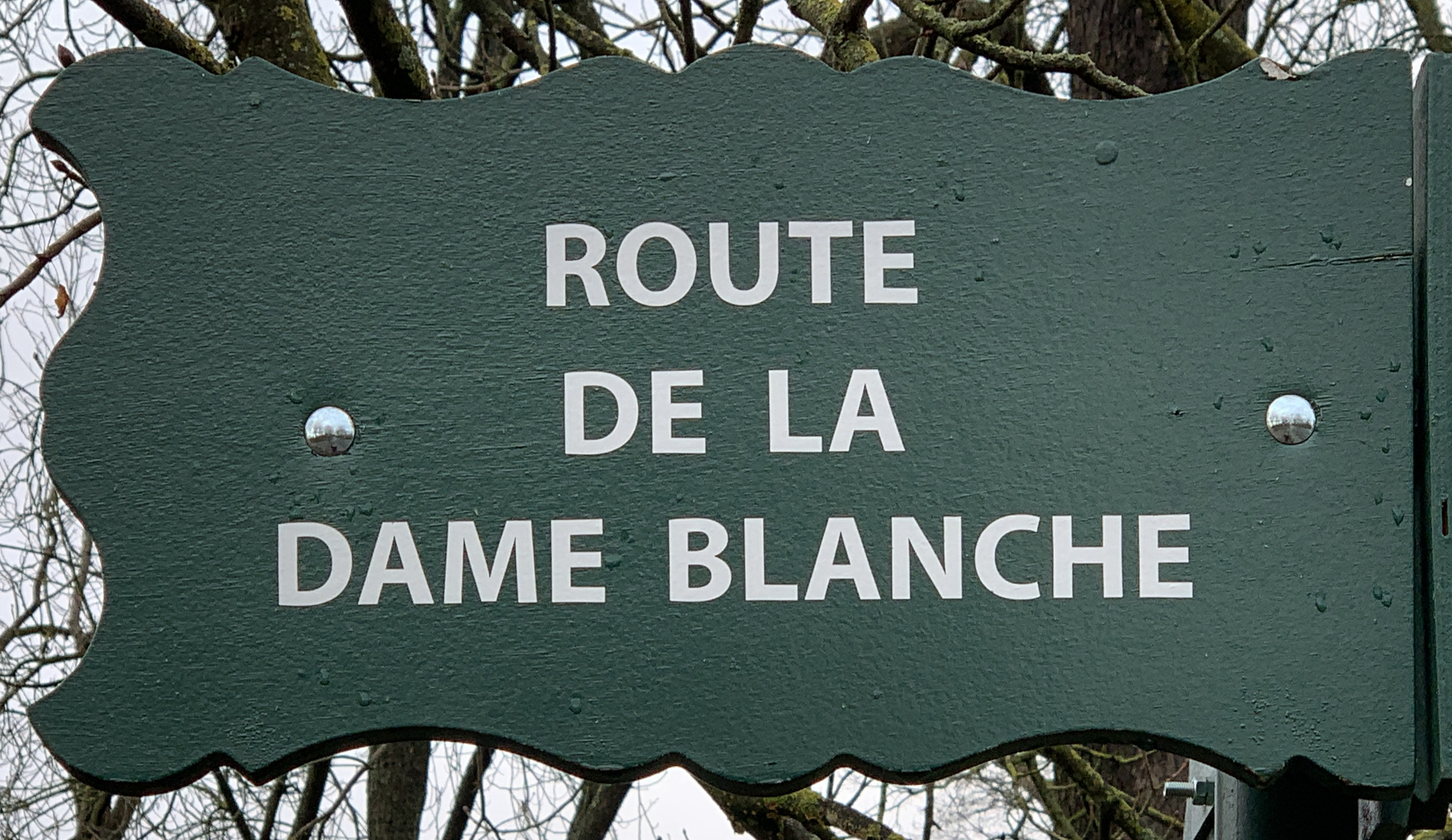
Plaque de la route.

## Historique
L'avenue est tracée en 1859 en lisière du bois de Vincennes qui fait partie de la Ville de Paris depuis 1929 et à la limite des terrains retranchés de ce parc jusqu'à la ligne de Vincennes (actuel RER A) sur le territoire des communes de Fontenay-sous-Bois et de Nogent-sur-Marne depuis cette date. Ces terrains ont été vendus par lots à partir de 1859 pour construire des résidences d'après un cahier des charges rigoureux imposant la pose de grilles d'un modèle uniforme sur un socle en pierres de taille en bordure de l'avenue et interdisant toute activité commerciale (débit de boisson, hôtel etc.) ou industrielle.
Ce lotissement est un secteur résidentiel composé de maisons cossues, qui ont pu être remplacées par des immeubles de haut standing au fil du temps. La plupart de ces propriétés restent bordées par les grilles d'origine.